# Kongregation vom Heiligen Erzengel Michael

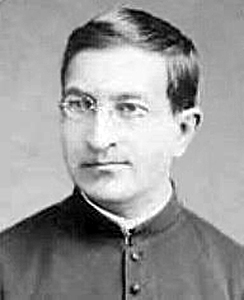
Bronisław Markiewicz (1842–1912)

Die Kongregation vom Heiligen Erzengel Michael (Ordenskürzel: CSMA für Congregazione di san Michele arcangelo;  auch Michaelsorden, Michaeliten) ist ein katholisches Ordensinstitut.

## Geschichte
1892 gründete der galizische Priester Bronisław Markiewicz nach dem Vorbild Don Boscos die Gesellschaft für Mäßigung und Arbeit, die sich der brennenden sozialen Probleme der Zeit annahm. Insbesondere engagierte sie sich für Waisenkinder, etwa durch die Errichtung von Erziehungsheimen.
1910 weihte Markiewicz sein Werk dem Erzengel Michael. Seit ihrer Anerkennung durch den Erzbischof von Krakau, Kardinal Sapieha, im Jahre 1921 trägt die Gemeinschaft ihren heutigen Namen „Kongregation vom Heiligen Erzengel Michael“. Die päpstliche Bestätigung erfolgte 1966. Die Patres und Brüder der Kongregation leben nach den Evangelischen Räten von Keuschheit, Armut und Gehorsam nach einer eigenen Regel und eigenen Statuten. Aufgrund des engen Bezugs zu Don Bosco sind sie Teil der Don-Bosco-Familie.
Neben der sozialen Arbeit führt die Kongregation auch Exerzitien durch, arbeitet in der Mission und gibt religiöse Schriften heraus. Sie ist heute unter anderem in Argentinien, Curacao (Niederländische Antillen), Deutschland, der Dominikanischen Republik, Frankreich, Italien, Kanada, Österreich, Papua-Neuguinea, Paraguay, Polen, der Schweiz, Belarus, der Ukraine und den USA vertreten. Seit 2004 ist Kazimierz Radzik Generalsuperior. Von 1986 bis 1992 war Jan Chrapek Generalsuperior.
Heute widmet sich die Kongregation vor allem der Jugend- und Kinderarbeit sowie der Hilfe für arme Menschen. Generaloberer der Kongregation vom Heiligen Erzengel Michael in Polen ist Dariusz Wilk.

## Schwestern vom Heiligen Erzengel Michael
Der weibliche Zweig der Kongregation sind die Schwestern vom Heiligen Erzengel Michael, auch Michaelitinnen. Sie erhielten 1928 die bischöfliche Anerkennung.